# Far Cry 4
A Far Cry 4 first-person shooter videójáték, melyet a Ubisoft Montreal fejlesztett. A Far Cry sorozat negyedik része, 2014 novemberében jelent meg.

## Történet

### Alapjáték
A játék főszereplője Ajay Ghale, aki anyja utolsó kívánságát teljesítve érkezik Kyratba (fiktív himalájai ország). Az érkezése után belecsöppen az országban dúló polgárháborúba, a Kyrat függetlenségéért küzdő Arany Ösvény (Golden Path) és Kyrat zsarnok uralkodójának, Pagan Minnek a parancsait követő Királyi Gárda (Royal Guard) között. 
A játékos Ajayt irányítja, akinek különböző feladatokat kell (választása szerint) végrehajtania. A történet a játékos személyes választásainak megfelelően alakul tovább.
Ajay Amerikából Indiába érkezik repülővel (Patna városban van a legközelebbi amerikai követség), onnan pedig busszal utazik Kyratba. A buszon találkozik egy Darlan nevű férfival, akivel összebarátkozik, ám a kyrati határon elfogják őket. Ekkor megérkezik helikopterrel Pagan Min és végez a katonák vezetőjével, amiért az szétlövette a buszt. Ezután Ajayt és Darlant a palotájába viteti. Itt egy ebédre invitálja őket, ahol egy villát szúr Darlan hátába, amikor az üzenetet próbál küldeni az Arany Ösvénynek. Ezután megparancsolja a jobbkezének, De Pleurnak hogy vallassa ki Darlant, majd megkéri Ajayt, hogy várjon az asztalnál, amíg ő telefonál (easter egg: ha várunk 13 percet, Pagan visszajön és egy cutscene-ben a játék véget ér). Ajay megkeresi Darlant, ám ekkor találkozik Saballal és egy maroknyi Arany Ösvény katonával, akik az ő kimentésére érkeztek. Ezután Ajay és egy katona egy autóban menekülnek, majd egy szakadékba zuhannak. Sabal arra kéri Ajayt, hogy jusson el a közeli harangtoronyhoz. A toronynál megtámadják őket a Királyi Gárda katonái, majd egy hatalmas lavina zúdul rájuk. Itt ér véget a játék bevezetője.
Ezután Saballal az Arany Ösvény otthonába, Banapur városába érkeznek, ahol találkoznak Amitával, az ellenállás másik vezetőjével, és Bhadrával, aki Sabal szerint a következő Tarun Matara (a kyrati vallásban élő istenként tisztelt fiatal lány). Ekkor derül ki, hogy az ellenállás alapítója Ajay apja, Mohan Ghale volt. 
Ezután különböző küldetéseket kell teljesíteni: rádiótornyok felszabadítása, foglyok megmentése, stb. Majd egy Longinus nevű fegyverkereskedő-paphoz irányítják, amikor a Királyi Hadsereg megtámadja Banapurt. Ajay sikeresen visszaveri a támadást, és megmenti Bhadra életét is. Ezek után Amita és Sabal megkéri, hogy hogy tegyen meg nekik egy-egy feladatot. Amita azt kéri, hogy szerezzen meg egy fontos információt, Sabal azt, hogy segítsen néhány Arany Ösvény katonának. Valamelyik feladat teljesítése után visszatér Sabalhoz, aki elküldi egy kolostorba. Az odaérése után nem sokkal a kolostort megtámadja a Királyi Hadsereg, és megpróbálja felrobbantani. Ajay megvédi azt, majd ezután ismét felkeresi Longinust. Ő továbbküldi a Himalája tetejére, ahonnan egy dobozt kell megszerezni. Kiderül, hogy a dobozban nyersgyémántok vannak. Longinus megköszöni a segítséget, és egy szállítmány fegyvert ad az Arany Ösvénynek, illetve közli a játékossal, hogy De Pleur (eredeti neve Paul Harmon) nagy adag ópiumot halmozott fel egy régi teafeldolgozó üzemben. Ezek után Amita azt kéri, hogy szerezze meg, Sabal pedig, hogy semmisítse meg. Miután valamelyik megtörtént, Amita közli, hogy a Királyi Hadsereg meg akarja támadni az Alvó Szenteket (két óriási szobor, melyek Kyrát, a kyrati vallás és mitológia főistenének, Banashurnak a lányát, Kyrat névadóját ábrázolják).
Eközben egy Bhadra által adott küldetés során felfedezi apja régi házát, és benne két kábítószerfüggő turistát, Yogit és Reggit, akik akarata ellenére őt is bedrogozzák, majd átadják Noore Nadjarnak, aki arra kényszeríti, hogy az Arénában küzdjön a szabadságért. Miután győzedelmeskedik, Noore felfedi előtte, hogy csak azért engedelmeskedik Pagannek, mert Paul fogságban tartja a családját. Megkéri a játékost, hogy szabadítsa ki őket és fogja el De Pleurt. Miután egy ellátmány-teherautóval bejut a létesítménybe, sikeresen elkapja őt, valamint kiderül számára, hogy Noore családjával már évekkel ezelőtt végeztek. 
Ekkor Amita és Sabal arra kéri, hogy számoljon le Noorral, majd miután ezt megteszi, új feladat várja: egy droglaborrá alakított téglagyárat kell elfoglalnia, és az ott dolgozó tudóst megölnie (Amita) vagy felrobbantania (Sabal), valamint Kyrat repülőterének megszerzése után egy Willis Huntley nevű CIA ügynöknek (aki a Far Cry sorozat egyik visszatérő szereplője) végez küldetéseket Észak-Kyrat hegyes területein, miközben segítségével felderíti családja múltját. Ám hamarosan fogságba esik a Pagan Min jobbkeze, Yuma által irányított hegyi börtönben, a Durgeshben. Innen sikeresen megszökik (amely közben egy cutscene során egy jeti is színre lép) majd Dél-Kyratba visszatérve a játékost új kihívás várja: foglalja el az Észak- és Dél-Kyratot elválasztó Királyi Hidat. Miután ez megtörténik (és ezzel együtt Észak-Kyrat területe is játszhatóvá válik), az Utkarsh nevű városkát kell felkeresnie, hogy találkozzon az ellenállás néhány tagjával. Eközben Pagan is ellátogat a településre, Ajay pedig üldözni kezdi, de megölése után kiderül, hogy csak egy dublőr, Eric volt az. Ezek után megtekint egy televízióadást, mely során Pagan felfedi, hogy Yuma egy elhagyott aranybányában tartózkodik. Amikor Ajay szembeszáll vele, bedrogozzák, majd a  Kyrat mítoszaiban élő, Shangri-la nevű világon (melyben a játék során egyfajta mellékküldetésként végigjátszható egy ősi történet szereplőjének, Kalinag-nak a legendája) egy hallucináció során végez Yumával.
Az ezek után következő küldetésben a játékosnak végleg döntenie kell hogy Amitát vagy Sabalt támogatja-e. Miután lezajlik a döntésének megfelelő küldetés, a választott fél megkéri a főszereplőt, hogy végezzen a másikkal. Ezek után kerül sor a végső csatára, mely során az Arany Ösvény elfoglalja Pagan Királyi Erődjét, majd Ajay annak palotája felé veszi az irányt. A vele való találkozáskor kerül sor a végső döntésre: életben hagyjuk, avagy megöljük. Ha a játékos megkíméli az életét, akkor a játék zárásaként elvezeti Ajayt a játék kezdete óta keresett "Laksmanához", akiről kiderül, hogy Min és a főszereplő anyjának, Ishwari Ghale gyermeke, akit annak saját apja, Mohan Ghale gyilkolt meg. 

### Shangri-La
A játék során egy Yogi és Reggie által adott küldetés során megtaláljuk egy faliszőnyeg egy darabját, és elérhetővé válik egy küldetéssorozat mely Kalinag (Fekete Vipera) történetét mutatja be. Az öt küldetésből álló történet során Kalinag felfedezi Shangri-La misztikus földjét, a helyet ahol állítólag Kyra istennő először érte el a nirvánát. Ám hamar nyilvánvalóvá válik számára a paradicsomot fenyegető veszély: a hatalmas madár formáját öltő Ragshasa vezetésével egy másik világból származó démonsereg próbálja meghódítani. A küldetések során Kalinag feladata, hogy kiszabadítsa a leláncolt Megvilágosodás Harangjait, melyeknek ereje képes a démonok és a Ragshasa elpusztítására. 